# Cyprinodon riverendi
Cyprinodon riverendi är en fiskart som först beskrevs av Poey, 1860.  Cyprinodon riverendi ingår i släktet Cyprinodon och familjen Cyprinodontidae. Inga underarter finns listade i Catalogue of Life.